# Oedaspis plucheivora
Oedaspis plucheivora är en tvåvingeart som beskrevs av Amnon Freidberg och Moises Kaplan 1992. Oedaspis plucheivora ingår i släktet Oedaspis och familjen borrflugor. Inga underarter finns listade i Catalogue of Life.